# Claire av Luxemburg
Claire av Luxemburg, född Claire Margareta Lademacher 21 mars 1985 i Filderstadt, Tyskland, är en luxemburgsk prinsessa och sedan den 17 september 2013 gift med Félix av Luxemburg. 2014 föddes parets dotter Amalia och 2016 sonen Liam.  

## Biografi
Lademacher föddes 21 mars 1985 i Filderstadt, Tyskland, som andra barn och enda dotter till Hartmut och Gabriele Lademacher. Hon växte upp i Usingen. Vid elva års ålder flyttade Lademacher med sin familj till Atlanta, USA, och började på Atlanta International School. Familjen återvände till Tyskland 1999 och efter det gick Lademacher i Frankfurt International School, innan hon började på Collège Alpin International Beau Soleil i Schweiz. Där träffade hon prins Felix. Under 2012 var Lademacher i Rom, Italien, där hon förberedde sin doktorsavhandling inom organdonationsetik vid Pontificio Ateneo Regina Apostolorum. 
Förutom sitt modersmål tyska, talar Lademacher även engelska, franska och italienska.